# FC Viktoria Plzeň v evropských fotbalových pohárech

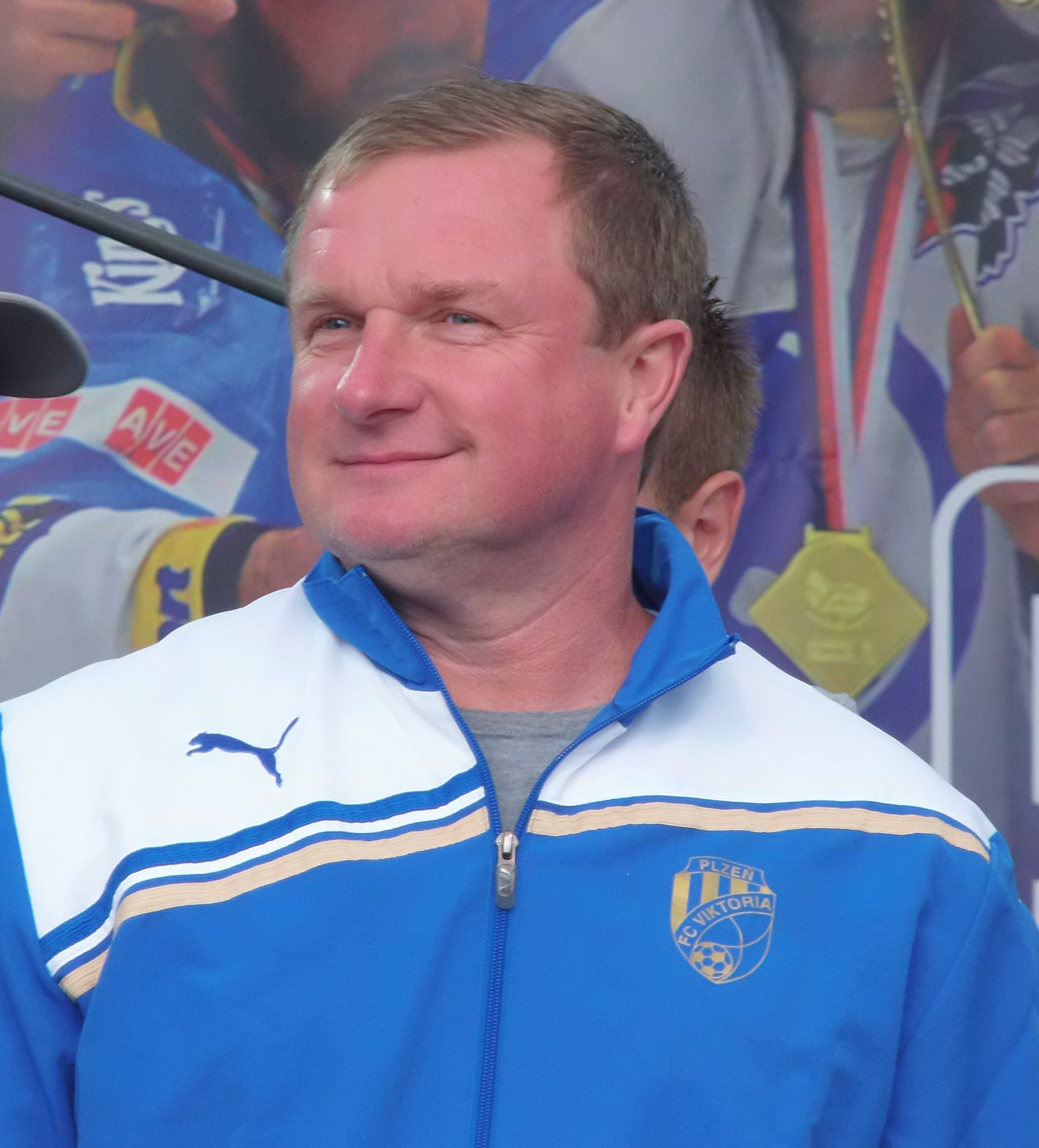
Trenér Pavel Vrba dovedl klub ke dvěma účastem v UEFA Champions League.

Tento článek se podrobně zabývá působením klubu FC Viktoria Plzeň na mezinárodní klubové scéně, zejména pak v evropských fotbalových pohárech.
FC Viktoria Plzeň je český fotbalový klub sídlící ve městě Plzeň. Založen byl v roce 1911, ale největších úspěchů dosáhl až po roce 2010. První utkání v evropských pohárech odehrála Viktoria v sezoně 1971/72, kdy si, díky vítězství v českém poháru v předchozí sezoně, zahrála Pohár vítězů pohárů. Soupeřem byl FC Bayern Mnichov a první z utkání dvojduelu byl odehrán 14. září 1971 v Plzni a Viktoria v něm prohrála 0–1.
Viktoria patřila mezi průměrné až podprůměrné kluby československé a později i české fotbalové ligy. Nejednou také sestoupila do nižší soutěže a pohybovala se daleko od pozic zaručujících start v soutěžích Union of European Football Associations (UEFA), tedy evropských pohárech.
Zlom nastal až se změnou majitele v srpnu 2010. Klub koupil Tomáš Paclík a ve spolupráci s trenérem Pavlem Vrbou, který už v klubu působil od roku 2008, mu přinesl kromě potřebných financí i lepší vedení. V sezoně 2010/11 nastoupila Viktorka do Play-off (4. předkola) Evropské ligy UEFA. V sezoně 2011/12 se jako teprve třetí český klub probojoval do základní skupiny Ligy mistrů UEFA, což zopakoval i v sezoně 2013/14. Navíc zvítězila ve všech 12 utkáních předkol, do kterých během těchto dvou účastí nastoupila. V ročnících 2012/13 a 2013/14 zase přes základní skupinu doputovala až do osmifinále Evropské ligy UEFA.

## Pozadí vzniku a existence evropských pohárů
Viktoria byla založena v roce 1911, tedy v době, kdy ještě žádná organizovaná mezistátní soutěž neexistovala. Existovaly výjimky jako Challange Cup, soutěž pro týmy z Rakouska-Uherska, do které se mohly zapojit kluby téměř celé střední Evropy. Snaha o rozšíření do západní Evropy zkrachovala a s ní v roce 1911 i celý podnik. O něco úspěšnější byl Středoevropský pohár (jinak zvaný Mitropa Cup), soutěž v roce 1927 postavená na základech Challenge Cupu. Zde již nenastupovaly zástupci pouze jedné země, jak tomu bylo v případě jejího předchůdce, ale zástupci zemí více. V roce 1930 se odehrál ojedinělý ročník Coupe des Nations (Poháru národů), ve kterém se utkali zástupci (většinou mistři) hned 10 zemí včetně Itálie a Španělska. Turnaj pořádal jeden z účastníků, švýcarská FC Servette Ženeva. Vítězem se stala maďarská Újpest FC, která ve finále porazila českou Slavii Praha. Turnaj měl obrovský úspěch a stal se prvotním impulzem pro založení Ligy mistrů.
Tím druhým byl turnaj zvaný Latin Cup, ve kterém se mezi lety 1949–57 utkávali mistři Francie, Itálie, Portugalska a Španělska. Když se do Evropy navíc dostaly reportáže francouzského novináře Gabriela Hanota, popisující velké úspěchy jihoamerického „Mistrovství mistrů“, reagovala UEFA založením vlastní nadnárodní klubové soutěže.
V roce 1955 byl na kongresu v Paříži založen European Champion Clubs' Cup (v překladu známý jako Pohár mistrů evropských zemí). Současně s ní byla založena i sesterská soutěž Inter-Cities Fairs Cup (Pohár veletržních měst), ta však na rozdíl od své sestry neměla nastavena jasná pravidla pro účast klubů. V roce 1960 vznikla třetí z velké trojice – UEFA Winners' Cup (Pohár vítězů pohárů) pro, jak napovídá název, vítěze domácích pohárů. Soutěže se v průběhu let měnily, a to jak jejich názvy, tak herní systémy. V roce 1971 byl Pohár veletržních měst změněn na Pohár UEFA a dostal i jasnější pravidla pro účast v soutěži, o rok později byl založen UEFA Super Cup (Superpohár UEFA), o který se od té doby pravidelně utkávali vítězové PMEZ a PVP.
Výrazná změna přišla v roce 1992, kdy se PMEZ změnil na Ligu mistrů UEFA a do jeho systému se dostaly základní skupiny. Po sezoně 1998/99 byl zrušen Pohár vítězů pohárů a do Superpoháru od té doby postupuje vítěz Poháru UEFA. I ten se dočkal změny, když ho úřadující předseda UEFA, Michel Platini, nechal v roce 2010 změnit na Evropskou ligu UEFA a do systému i této soutěže byly zařazeny základní skupiny. Za Evropské poháry dnes tedy považujeme dvě (potažmo tři) soutěže – Liga mistrů UEFA (pro nejlepší týmy ligových soutěží), Evropská liga UEFA (pro týmy z druhých až 6. míst ligových soutěží a vítěze domácích pohárů + některé z vypadnuvších týmů z Ligy mistrů) a Superpohár UEFA (jednozápasové utkání mezi vítězi Ligy mistrů a Evropské ligy).

## Účasti Viktorie Plzeň
Viktoria v sezoně 2013/14 momentálně zažívá celkově pátou sezony v evropských pohárech, z nichž čtyři jsou čtyřmi posledními vůbec. Od sezony 2010/11 tedy v evropských pohárech nechyběla.

### Historie
První kontakt s velkou evropskou soutěží prožila v roce 1935. Díky čtvrtému místu ve Státní lize 1934/35 se kvalifikovala do Středoevropského poháru 1935, kde se utkala s italským Juventusem Turín. Po senzační domácí remíze 3–3 přišla prohra 1–5 na italské půdě. Přes brzké vyřazení se Viktorka dostala do celoevropského povědomí.
V roce 1955, kdy evropské poháry vznikly, se klub nacházel ve 2. lize a nebyl v pozici, kdy by mohl na účast v nich pomýšlet.

#### Dvě účasti ve Středoevropském poháru
Pozn.: tučně jsou označeny domácí zápasy Plzně.
| Sezóna  | Soutěž               | Kolo        | Klub        | Skóre | Záp. | Střelci branek            |
| ------- | -------------------- | ----------- | ----------- | ----- | ---- | ------------------------- |
| 1935    | Středoevropský pohár | 1. kolo     | Juventus FC | 4–8   | 3–3  | Bína, Biro, Hess, Horák   |
| 1935    | Středoevropský pohár | 1. kolo     | Juventus FC | 4–8   | 1–5  | Bína, Biro, Hess, Horák   |
| 1970–71 | Středoevropský pohár | 1. kolo     | LASK Linec  | 5–1   | 1–1  | Hoffmann, Plass, I. Bican |
| 1970–71 | Středoevropský pohár | 1. kolo     | LASK Linec  | 5–1   | 4–0  | Hoffmann, Plass, I. Bican |
| 1970–71 | Středoevropský pohár | Čtvrtfinále | Csepel SC   | 1–1   | 0–0  | Hoffmann                  |
| 1970–71 | Středoevropský pohár | Čtvrtfinále | Csepel SC   | 1–1   | 1–1  | Hoffmann                  |

### Dvojutkání s gigantem
V roce 1970/71 plzeňští sice sestoupili z Československé ligy, ale překvapivě se probojovali až do finále Českého poháru, kde měli štěstí na soupeře. Tím byl totiž rezervní tým Sparty Praha, ale Viktoria ho stejně nedokázala porazit. V opakovaném utkání musel při další remíze i po penaltách rozhodnout los!
Historie se však na detaily většinou neptá a FC Viktoria Plzeň poprvé v historii postoupila do Evropských pohárů – přesněji do Poháru vítězů pohárů. V prvním kole byl soupeřem slavný FC Bayern Mnichov. Úvodní duel Plzeň srdnatě bojovala, ale na domácím hřišti stejně prohrála 0–1. V odvetě už to bylo jasné a Viktoria si z Mnichova odvezla porážku 1–6 a vyřazení. Jedinou branku Plzně vstřelil Ivan Bican.

### Nový majitel a trenér Pavel Vrba
Nejúspěšnější období celé historie klubu přišlo v době nedávno minulé. V říjnu 2008 přišel z MŠK Žilina světem protřelý trenér Pavel Vrba. Ten zároveň se svým příchodem přivedl i několik hráčů, kteří nepřečkali „fotbalové zemětřesení“ v AC Sparta Praha, jako byli Milan Petržela (v klubu již od zimy), Daniel Kolář, David Limberský, Jan Rezek nebo pozdější kapitán klubu Pavel Horváth. Právě tito hráči obstarali kostru nově vzniklého týmu, který poté zazářil v Evropských pohárech.
V sezoně 2009–10 přišel první úspěch. Bylo jím vítězství v Českém poháru, díky kterému se Viktoria po téměř 40 letech opět kvalifikovala do Evropských pohárů. Úspěch a potenciál nadějného týmu navíc ke klubu přivedly nového majitele. V srpnu 2010 koupila klub skupina investorů v čele s olomouckým podnikatelem Tomášem Paclíkem, který se zároveň s tím stal předsedou představenstva klubu.
V Play–off (4. předkole) Evropské ligy 2010–11 plzeňští narazili na turecký Beşiktaş JK a odehráli s ním překvapivě vyrovnanou partii. V domácím utkání byli lepší a jen nepřízeň osudu znamenala pouhou remízu 1–1. V odvetě sice přišla porážka 0–3, ale ani ta plně nereflektovala vývoj utkání. Viktoria přetavila zkušenosti nejen z tohoto dvojutkání v mistrovský titul a zároveň s tím v postup do 2. předkola Ligy mistrů 2011/12.

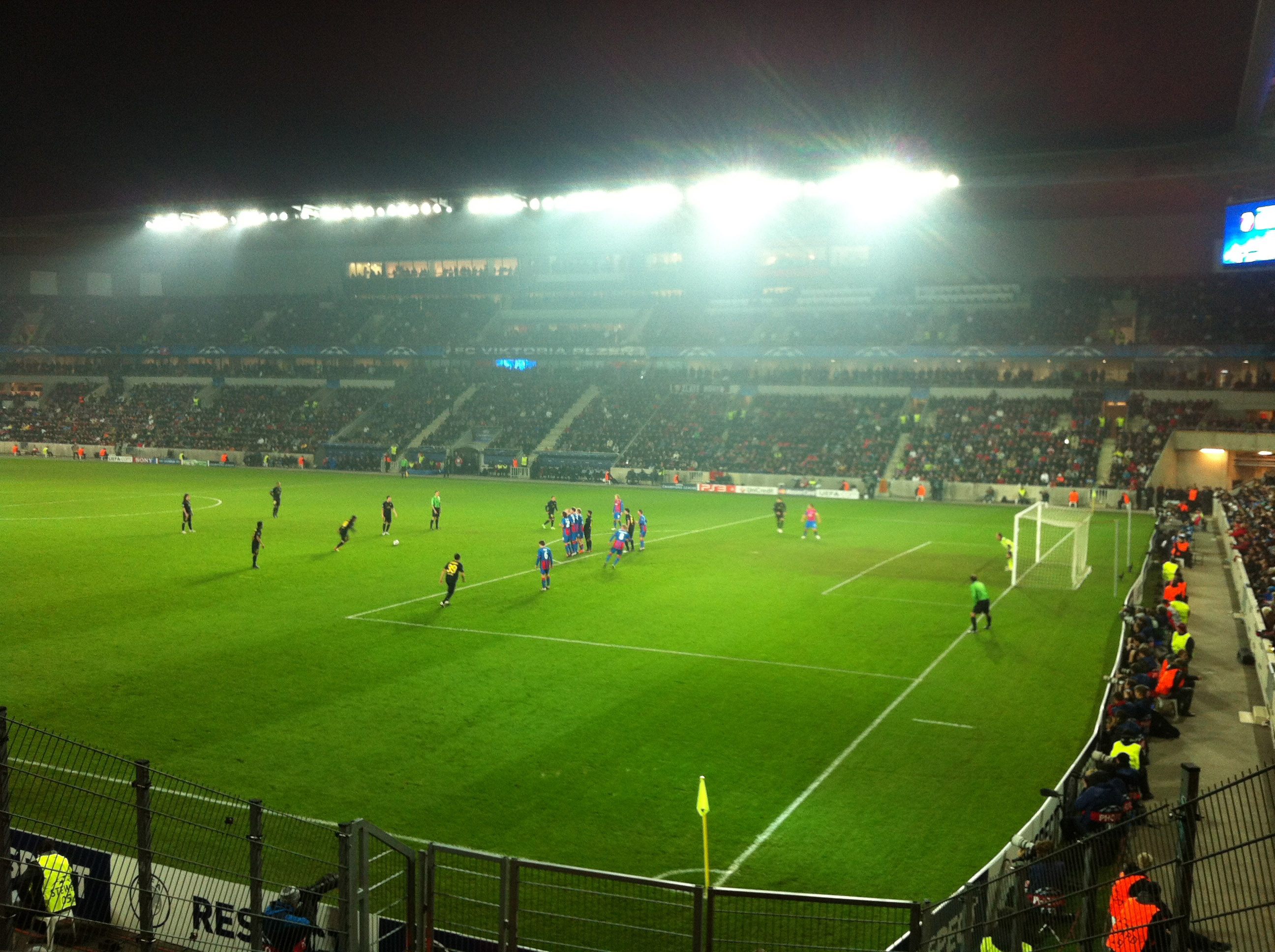
FC Viktoria Plzeň při zápase proti FC Barcelona v rámci Ligy mistrů 2011/12.

Historické tažení začalo ve 2. předkole ročníku. Soupeřem byl arménský FC Pjunik Jerevan. Viktoria sice byla favoritem, ale způsob, jakým plzeňští přes svého soupeře přešli, byl nad očekávání. Po výhře 4–0 v prvním duelu, přišlo i vítězství 5–1 v odvetě a s ním i kýžený postup do 3. předkola, ve kterém už čekal norský mistr Rosenborg BK. Tentokrát už byl favoritem soupeř, ale již v prvním zápase Viktoria odvezla z Norska výhru 1–0 a po domácí výhře 3–2 mohla slavit postup do 4. předkola a jistotu „evropského podzimu“ (i v případě neúspěchu by hrála Evropskou ligu).
Euforie byla veliká, navíc ve 4. předkole Ligy mistrů čekal tým dánský mistr FC København, který byl před dvojutkáním považován za velkého favorita. Poté, co Viktoria vyhrála v Kodani 3–1, bylo však o postupujícím téměř rozhodnuto, což nezměnil ani odvetný zápas v pražském Edenu. Ten Plzeň vyhrála 2–1 a s bilancí šesti výher postoupila jako třetí český klub v historii do základní skupiny Ligy mistrů. Následný los jí přisoudil hvězdné soupeře v podobě evropských gigantů FC Barcelona a AC Milán, které doplnil ambiciózní FK BATE. Viktoria v této skupině získala 5 bodů a ze třetího místa postoupila do jarní části Evropské Ligy UEFA, kde jí byl za šestnáctifinálového soupeře přidělen celek Schalke 04. Po domácí remíze 1–1 dokázala uhrát stejný výsledek v základní hrací době i na hřišti slavného soupeře, v jehož sestavě se nacházel například bývalý útočník Realu Madrid Raúl González. Oslabena o dva hráče však v prodloužení dvakrát inkasovala a prohrála 1–3 (a dvojzápas tedy poměrem 2–4). Všechny góly Schalke vstřelil Klaas-Jan Huntelaar.

## Přehled výsledků v evropských pohárech
Pozn.: tučně jsou označeny domácí zápasy Plzně.
| Sezóna             | Soutěž                 | Kolo                    | Klub                                    | Skóre                                                                 | Záp.                                                                                      | Střelci branek                                                  |
| ------------------ | ---------------------- | ----------------------- | --------------------------------------- | --------------------------------------------------------------------- | ----------------------------------------------------------------------------------------- | --------------------------------------------------------------- |
| 1971/72            | Pohár vítězů pohárů    | 1. kolo                 | FC Bayern Mnichov                       | 1–7                                                                   | 0–1                                                                                       |                                                                 |
| 1971/72            | Pohár vítězů pohárů    | 1. kolo                 | FC Bayern Mnichov                       | 1–7                                                                   | 1–6                                                                                       | 4' Ivan Bican                                                   |
| 2010/11            | Evropská liga UEFA     | 3. předkolo             | Beşiktaş JK                             | 1–4                                                                   | 1–1                                                                                       | 28' David Limberský                                             |
| 2010/11            | Evropská liga UEFA     | 3. předkolo             | Beşiktaş JK                             | 1–4                                                                   | 0–3                                                                                       |                                                                 |
| 2011/12            |                        |                         |                                         |                                                                       |                                                                                           |                                                                 |
| Liga mistrů UEFA   | 2. předkolo            | FC Pjunik Jerevan       | 9–1                                     | 4–0                                                                   | 7', 40' (pen) Marek Bakoš, 28' (pen) Pavel Horváth, 72' Daniel Kolář                      |                                                                 |
| Liga mistrů UEFA   | 2. předkolo            | FC Pjunik Jerevan       | 9–1                                     | 5–1                                                                   | 38', 42' Marek Bakoš, 45' (+1), 57' Daniel Kolář, 90' (+1) Václav Pilař                   |                                                                 |
| Liga mistrů UEFA   | 3. předkolo            | Rosenborg BK            | 4–2                                     | 1–0                                                                   | 33' Václav Pilař                                                                          |                                                                 |
| Liga mistrů UEFA   | 3. předkolo            | Rosenborg BK            | 4–2                                     | 3–2                                                                   | 56' Marek Bakoš, 60' Daniel Kolář, 78' Milan Petržela                                     |                                                                 |
| Liga mistrů UEFA   | 4. předkolo            | FC Kodaň                | 5–2                                     | 3–1                                                                   | 52' (vl.) Sölvi Ottesen, 59' Václav Pilař, 79' Martin Fillo                               |                                                                 |
| Liga mistrů UEFA   | 4. předkolo            | FC Kodaň                | 5–2                                     | 2–1                                                                   | 67' Marek Bakoš, 90' (+3) Michal Ďuriš                                                    |                                                                 |
| Liga mistrů UEFA   | Základní skupina H     | FK BATE                 | 1–1                                     | 1–1                                                                   | 45' (+1) Marek Bakoš                                                                      |                                                                 |
| Liga mistrů UEFA   | Základní skupina H     | AC Milán                | 0–2                                     | 0–2                                                                   |                                                                                           |                                                                 |
| Liga mistrů UEFA   | Základní skupina H     | FC Barcelona            | 0–2                                     | 0–2                                                                   |                                                                                           |                                                                 |
| Liga mistrů UEFA   | Základní skupina H     | FC Barcelona            | 0–4                                     | 0–4                                                                   |                                                                                           |                                                                 |
| Liga mistrů UEFA   | Základní skupina H     | FK BATE                 | 1–0                                     | 1–0                                                                   | 42' Marek Bakoš                                                                           |                                                                 |
| Liga mistrů UEFA   | Základní skupina H     | AC Milán                | 2–2                                     | 2–2                                                                   | 89' David Bystroň, 90' (+3) Michal Ďuriš                                                  |                                                                 |
| Evropská liga UEFA | 1/16–finále            | FC Schalke 04           | 2–4 (po prodl.)                         | 1–1                                                                   | 22' Vladimír Darida                                                                       |                                                                 |
| Evropská liga UEFA | 1/16–finále            | FC Schalke 04           | 2–4 (po prodl.)                         | 1–3 pp.                                                               | 88' František Rajtoral                                                                    |                                                                 |
| 2012/13            | Evropská liga UEFA     | 2. předkolo             | FC Rustavi Metallurgist                 | 5–1                                                                   | 3–1                                                                                       | 14', 59' Pavel Horváth, 32' Daniel Kolář                        |
| 2012/13            | Evropská liga UEFA     | 2. předkolo             | FC Rustavi Metallurgist                 | 5–1                                                                   | 2–0                                                                                       | 7' Michal Ďuriš, 10' Vladimír Darida                            |
| 2012/13            | Evropská liga UEFA     | 3. předkolo             | Ruch Chorzów                            | 7–0                                                                   | 2–0                                                                                       | 79' David Štípek, 85' Michal Ďuriš                              |
| 2012/13            | Evropská liga UEFA     | 3. předkolo             | Ruch Chorzów                            | 7–0                                                                   | 5–0                                                                                       | 2', 12', 28' Michal Ďuriš, 54' Marek Bakoš, 87' Marek Hanousek  |
| 2012/13            | Evropská liga UEFA     | 4. předkolo             | KSC Lokeren                             | 2–2                                                                   | 1–2                                                                                       | 29' Marek Bakoš                                                 |
| 2012/13            | Evropská liga UEFA     | 4. předkolo             | KSC Lokeren                             | 2–2                                                                   | 1–0                                                                                       | 37' Marek Bakoš                                                 |
| 2012/13            | Evropská liga UEFA     | Základní skupina B      | Académica de Coimbra                    | 3–1                                                                   | 3–1                                                                                       | 46' Pavel Horváth, 58' Michal Ďuriš, 80' František Rajtoral     |
| 2012/13            | Evropská liga UEFA     | Základní skupina B      | Atlético Madrid                         | 0–1                                                                   | 0–1                                                                                       |                                                                 |
| 2012/13            | Evropská liga UEFA     | Základní skupina B      | Hapoel Tel Aviv FC                      | 2–1                                                                   | 2–1                                                                                       | 45' (+1) Pavel Horváth, 55' František Rajtoral                  |
| 2012/13            | Evropská liga UEFA     | Základní skupina B      | Hapoel Tel Aviv FC                      | 4–0                                                                   | 4–0                                                                                       | 23', 76' Daniel Kolář, 39' David Štípek, 84' Marek Bakoš        |
| 2012/13            | Evropská liga UEFA     | Základní skupina B      | Académica de Coimbra                    | 1–1                                                                   | 1–1                                                                                       | 57' (pen) Pavel Horváth                                         |
| 2012/13            | Evropská liga UEFA     | Základní skupina B      | Atlético Madrid                         | 1–0                                                                   | 1–0                                                                                       | 26' Václav Procházka                                            |
| 2012/13            | Evropská liga UEFA     | 1/16–finále             | SSC Neapol                              | 5–0                                                                   | 3–0                                                                                       | 28' Vladimír Darida, 79' František Rajtoral, 90' Stanislav Tecl |
| 2012/13            | Evropská liga UEFA     | 1/16–finále             | SSC Neapol                              | 5–0                                                                   | 2–0                                                                                       | 51' Jan Kovařík, 74' Stanislav Tecl                             |
| 2012/13            | Evropská liga UEFA     | Osmifinále              | Fenerbahçe SK                           | 1–2                                                                   | 0–1                                                                                       |                                                                 |
| 2012/13            | Evropská liga UEFA     | Osmifinále              | Fenerbahçe SK                           | 1–2                                                                   | 1–1                                                                                       | 61' Vladimír Darida                                             |
| 2013/14            |                        |                         |                                         |                                                                       |                                                                                           |                                                                 |
| Liga mistrů UEFA   | 2. předkolo            | FK Željezničar Sarajevo | 6–4                                     | 4–3                                                                   | 66', 76' Daniel Kolář, 63' Marián Čišovský, 81' František Rajtoral                        |                                                                 |
| Liga mistrů UEFA   | 2. předkolo            | FK Željezničar Sarajevo | 6–4                                     | 2–1                                                                   | 5' Wágner, 30' Milan Petržela                                                             |                                                                 |
| Liga mistrů UEFA   | 3. předkolo            | JK Nõmme Kalju          | 10–2                                    | 4–0                                                                   | 2', 52' Čišovský, 77' Michal Ďuriš, 90' Lukáš Hejda                                       |                                                                 |
| Liga mistrů UEFA   | 3. předkolo            | JK Nõmme Kalju          | 10–2                                    | 6–2                                                                   | 20' (pen), 44', 62' Pavel Horváth, 57' Stanislav Tecl, 70' Tomáš Hořava, 82' Tomáš Wágner |                                                                 |
| Liga mistrů UEFA   | 4. předkolo            | NK Maribor              | 4–1                                     | 3–1                                                                   | 8' Marián Čišovský, 58' Vladimír Darida, 90' Michal Ďuriš                                 |                                                                 |
| Liga mistrů UEFA   | 4. předkolo            | NK Maribor              | 4–1                                     | 1–0                                                                   | 3' Stanislav Tecl                                                                         |                                                                 |
| Liga mistrů UEFA   | Základní skupina D     | Manchester City FC      | 0–3                                     | 0–3                                                                   |                                                                                           |                                                                 |
| Liga mistrů UEFA   | Základní skupina D     | CSKA Moskva             | 2–3                                     | 2–3                                                                   | 4' František Rajtoral, 90' (+1) Marek Bakoš                                               |                                                                 |
| Liga mistrů UEFA   | Základní skupina D     | FC Bayern Mnichov       | 0–5                                     | 0–5                                                                   |                                                                                           |                                                                 |
| Liga mistrů UEFA   | Základní skupina D     | FC Bayern Mnichov       | 0–1                                     | 0–1                                                                   |                                                                                           |                                                                 |
| Liga mistrů UEFA   | Základní skupina D     | Manchester City FC      | 2–4                                     | 2–4                                                                   | 43' Tomáš Hořava, 69' Stanislav Tecl                                                      |                                                                 |
| Liga mistrů UEFA   | Základní skupina D     | CSKA Moskva             | 2–1                                     | 2–1                                                                   | 76' Daniel Kolář, 90' Tomáš Wágner                                                        |                                                                 |
| Evropská liga UEFA |                        |                         |                                         |                                                                       |                                                                                           |                                                                 |
| 1/16–finále        | FK Šachtar Doněck      | 3–2                     | 1–1                                     | 32' Stanislav Tecl                                                    |                                                                                           |                                                                 |
| 1/16–finále        | FK Šachtar Doněck      | 3–2                     | 2–1                                     | 29' Daniel Kolář, 33' Milan Petržela                                  |                                                                                           |                                                                 |
| Osmifinále         | Olympique Lyon         | 3–5                     | 1–4                                     | 2' Tomáš Hořava                                                       |                                                                                           |                                                                 |
| Osmifinále         | Olympique Lyon         | 3–5                     | 2–1                                     | 60' Daniel Kolář, 62' Stanislav Tecl                                  |                                                                                           |                                                                 |
| 2014/15            | Evropská liga UEFA     | 3. předkolo             | FC Petrolul Ploiești                    | 2–5                                                                   | 1–1                                                                                       | 90' (+1) Daniel Kolář                                           |
| 2014/15            | Evropská liga UEFA     | 3. předkolo             | FC Petrolul Ploiești                    | 2–5                                                                   | 1–4                                                                                       | 40' Václav Pilař                                                |
| 2015/16            |                        |                         |                                         |                                                                       |                                                                                           |                                                                 |
| Liga mistrů UEFA   | 3. předkolo            | Maccabi Tel Aviv FC     | 2–3                                     | 2–1                                                                   | 17' Aidin Mahmutović, 21' Milan Petržela                                                  |                                                                 |
| Liga mistrů UEFA   | 3. předkolo            | Maccabi Tel Aviv FC     | 2–3                                     | 0–2                                                                   |                                                                                           |                                                                 |
| Evropská liga UEFA | 4. předkolo            | FK Vojvodina Novi Sad   | 5–0                                     | 3–0                                                                   | 25', 82' Jan Kopic 51' Ondřej Vaněk                                                       |                                                                 |
| Evropská liga UEFA | 4. předkolo            | FK Vojvodina Novi Sad   | 5–0                                     | 2–0                                                                   | 19' (vl.) Igor Djurič 60' Michal Ďuriš                                                    |                                                                 |
| Evropská liga UEFA | Základní skupina E     | FK Dinamo Minsk         | 2–0                                     | 2–0                                                                   | 36' Tomáš Hořava 75' Milan Petržela                                                       |                                                                 |
| Evropská liga UEFA | Základní skupina E     | Villarreal CF           | 0–1                                     | 0–1                                                                   |                                                                                           |                                                                 |
| Evropská liga UEFA | Základní skupina E     | Rapid Vídeň             | 2–3                                     | 2–3                                                                   | 12' Michal Ďuriš 76' Patrik Hrošovský                                                     |                                                                 |
| Evropská liga UEFA | Základní skupina E     | Rapid Vídeň             | 1–2                                     | 1–2                                                                   | 71' Jan Holenda                                                                           |                                                                 |
| Evropská liga UEFA | Základní skupina E     | FK Dinamo Minsk         | 0–1                                     | 0–1                                                                   |                                                                                           |                                                                 |
| Evropská liga UEFA | Základní skupina E     | Villarreal CF           | 3–3                                     | 3–3                                                                   | 8' (pen) Daniel Kolář 65' Jan Kovařík 90' Tomáš Hořava                                    |                                                                 |
| 2016/17            |                        |                         |                                         |                                                                       |                                                                                           |                                                                 |
| Liga mistrů UEFA   | 3. předkolo            | FK Karabach             | 1–1                                     | 0–0                                                                   |                                                                                           |                                                                 |
| Liga mistrů UEFA   | 3. předkolo            | FK Karabach             | 1–1                                     | 1–1                                                                   | 85' Michael Krmenčík                                                                      |                                                                 |
| Liga mistrů UEFA   | 4. předkolo            | Ludogorec Razgrad       | 2–4                                     | 0–2                                                                   |                                                                                           |                                                                 |
| Liga mistrů UEFA   | 4. předkolo            | Ludogorec Razgrad       | 2–4                                     | 2–2                                                                   | 7' Michal Ďuriš 64' Aleš Matějů                                                           |                                                                 |
| Evropská liga UEFA | Základní skupina E     | AS Řím                  | 1–1                                     | 1–1                                                                   | 11' Marek Bakoš                                                                           |                                                                 |
| Evropská liga UEFA | Základní skupina E     | FK Austria Wien         | 0–0                                     | 0–0                                                                   |                                                                                           |                                                                 |
| Evropská liga UEFA | Základní skupina E     | FC Astra Giurgiu        | 1–2                                     | 1–2                                                                   | 86' Tomáš Hořava                                                                          |                                                                 |
| Evropská liga UEFA | Základní skupina E     | FC Astra Giurgiu        | 1–1                                     | 1–1                                                                   | 25' Michael Krmenčík                                                                      |                                                                 |
| Evropská liga UEFA | Základní skupina E     | AS Řím                  | 1–4                                     | 1–4                                                                   | 18' Martin Zeman                                                                          |                                                                 |
| Evropská liga UEFA | Základní skupina E     | FK Austria Wien         | 3–2                                     | 3–2                                                                   | 44' Tomáš Hořava, 72', 84' Michal Ďuriš                                                   |                                                                 |
| 2017/18            |                        |                         |                                         |                                                                       |                                                                                           |                                                                 |
| Liga mistrů UEFA   | 3. předkolo            | FC Steaua București     | 3–6                                     | 2–2                                                                   | 23' Michael Krmenčík, 53' Jan Kopic                                                       |                                                                 |
| Liga mistrů UEFA   | 3. předkolo            | FC Steaua București     | 3–6                                     | 1–4                                                                   | 64' Michael Krmenčík                                                                      |                                                                 |
| Evropská liga UEFA | 4. předkolo            | AEK Larnaka             | 3-1                                     | 3-1                                                                   | 29', 74' Marek Bakoš, 36' Daniel Kolář                                                    |                                                                 |
| Evropská liga UEFA | 4. předkolo            | AEK Larnaka             | 3-1                                     | 0-0                                                                   |                                                                                           |                                                                 |
| Evropská liga UEFA | Základní skupina G     | FC Steaua București     | 0-3                                     | 0-3                                                                   |                                                                                           |                                                                 |
| Evropská liga UEFA | Základní skupina G     | Hapoel Beerševa FC      | 3-1                                     | 3-1                                                                   | 29' Milan Petržela, 75' Jan Kopic, 89' Marek Bakoš                                        |                                                                 |
| Evropská liga UEFA | Základní skupina G     | FC Lugano               | 2-3                                     | 2-3                                                                   | 76' Michael Krmenčík, 90' Marek Bakoš                                                     |                                                                 |
| Evropská liga UEFA | Základní skupina G     | FC Lugano               | 4-1                                     | 4-1                                                                   | 4', 19' Michael Krmenčík, 45' Tomáš Hořava, 56' Aleš Čermák                               |                                                                 |
| Evropská liga UEFA | Základní skupina G     | FC Steaua București     | 2-0                                     | 2-0                                                                   | 49' Milan Petržela, 76' Jan Kopic                                                         |                                                                 |
| Evropská liga UEFA | Základní skupina G     | Hapoel Beer Ševa FC     | 2-0                                     | 2-0                                                                   | 28' Lukáš Hejda, 83' Tomáš Hořava                                                         |                                                                 |
| Evropská liga UEFA | 1/16-finále            | FK Partizan             | 3-1                                     | 1-1                                                                   | 81' Radim Řezník                                                                          |                                                                 |
| Evropská liga UEFA | 1/16-finále            | FK Partizan             | 3-1                                     | 2-0                                                                   | 67' Michael Krmenčík, 90+4' Aleš Čermák                                                   |                                                                 |
| Evropská liga UEFA | osmifinále             | Sporting CP             | 2-3                                     | 0-2                                                                   |                                                                                           |                                                                 |
| Evropská liga UEFA | osmifinále             | Sporting CP             | 2-3                                     | 2-1                                                                   | 6', 64' Marek Bakoš                                                                       |                                                                 |
| 2018/19            |                        |                         |                                         |                                                                       |                                                                                           |                                                                 |
| Liga mistrů UEFA   | Základní skupina D     | PFK CSKA Moskva         | 2–2                                     | 2–2                                                                   | 29', 41' Michael Krmenčík                                                                 |                                                                 |
| Liga mistrů UEFA   | Základní skupina D     | AS Řím                  | 0-5                                     | 0-5                                                                   |                                                                                           |                                                                 |
| Liga mistrů UEFA   | Základní skupina D     | Real Madrid CF          | 1–2                                     | 1–2                                                                   | 56' Patrik Hrošovský                                                                      |                                                                 |
| Liga mistrů UEFA   | Základní skupina D     | Real Madrid CF          | 0–5                                     | 0–5                                                                   |                                                                                           |                                                                 |
| Liga mistrů UEFA   | Základní skupina D     | PFK CSKA Moskva         | 2–1                                     | 2–1                                                                   | 56' Roman Procházka 81' Lukáš Hejda                                                       |                                                                 |
| Liga mistrů UEFA   | Základní skupina D     | AS Řím                  | 2–1                                     | 2–1                                                                   | 62' Jan Kovařík 72' Tomáš Chorý                                                           |                                                                 |
| Evropská liga UEFA |                        |                         |                                         |                                                                       |                                                                                           |                                                                 |
| 1/16–finále        | GNK Dinamo Záhřeb      | 2-4                     | 2-1                                     | 54', 83' Luděk Pernica                                                |                                                                                           |                                                                 |
| 1/16–finále        | GNK Dinamo Záhřeb      | 2-4                     | 0-3                                     |                                                                       |                                                                                           |                                                                 |
| 2019/20            |                        |                         |                                         |                                                                       |                                                                                           |                                                                 |
| Liga mistrů UEFA   | 2. předkolo            | Olympiakos Pireus       | 0–4                                     | 0–0                                                                   |                                                                                           |                                                                 |
| Liga mistrů UEFA   | 2. předkolo            | Olympiakos Pireus       | 0–4                                     | 0–4                                                                   |                                                                                           |                                                                 |
| Evropská liga UEFA | 3. předkolo            | Royal Antwerp FC        | 2-2 (po prodl.)                         | 0-1                                                                   |                                                                                           |                                                                 |
| Evropská liga UEFA | 3. předkolo            | Royal Antwerp FC        | 2-2 (po prodl.)                         | 2-1(pp.)                                                              | 81', 97' Michael Krmenčík                                                                 |                                                                 |
| 2020/21            |                        |                         |                                         |                                                                       |                                                                                           |                                                                 |
| Liga mistrů UEFA   | 2. předkolo            | AZ Alkmaar              | 1–3                                     |                                                                       |                                                                                           |                                                                 |
| Liga mistrů UEFA   | 2. předkolo            | AZ Alkmaar              | 1–3                                     | 1–3                                                                   | 78' David Limberský                                                                       |                                                                 |
| Evropská liga UEFA | 3. předkolo            | SønderjyskE Fodbold     | 3-0                                     | 3-0                                                                   | 35' Zdeněk Ondrášek 41' Adriel Ba Loua 51' Miroslav Káčer                                 |                                                                 |
| Evropská liga UEFA | 4. předkolo            | Hapoel Beer Ševa FC     | 0-1                                     | 0-1                                                                   |                                                                                           |                                                                 |
| Evropská liga UEFA | 2021/22                |                         |                                         |                                                                       |                                                                                           |                                                                 |
| Konferenční liga   |                        |                         |                                         |                                                                       |                                                                                           |                                                                 |
| 2. předkolo        | FK Dynamo Brest        | 4-2                     | 2-1                                     | 22' Pavel Šulc 33' Filip Kaša                                         |                                                                                           |                                                                 |
| 2. předkolo        | FK Dynamo Brest        | 4-2                     | 2-1                                     | 13' Joel Kayamba 71' Šimon Falta                                      |                                                                                           |                                                                 |
| 3. předkolo        | The New Saints FC      | 5-5 (pen.)              | 2-4                                     | 89' Jean-David Beauguel 90 (+5)' Adriel Ba Loua                       |                                                                                           |                                                                 |
| 3. předkolo        | The New Saints FC      | 5-5 (pen.)              | 3-1 (4:1pen.)                           | 56' Pavel Bucha 85' Tomáš Chorý 78' Jean-David Beauguel               |                                                                                           |                                                                 |
| 4. předkolo        | PFK CSKA Sofia         | 2-3 (po prodl.)         | 2-0                                     | 11' Milan Havel 72' Jhon Mosquera                                     |                                                                                           |                                                                 |
| 4. předkolo        | PFK CSKA Sofia         | 2-3 (po prodl.)         | 0-3 (pp.)                               |                                                                       |                                                                                           |                                                                 |
| 2022/23            |                        |                         |                                         |                                                                       |                                                                                           |                                                                 |
| Liga mistrů UEFA   |                        |                         |                                         |                                                                       |                                                                                           |                                                                 |
| 2. předkolo        | HJK Helsinki           | 7-1                     | 2-1                                     | 6' Tomáš Chorý 57' Jan Kopic                                          |                                                                                           |                                                                 |
| 2. předkolo        | HJK Helsinki           | 7-1                     | 5-0                                     | 11' Luděk Pernica 21', 73' Jan Sýkora 31' Lukáš Hejda 84' Jan Kliment |                                                                                           |                                                                 |
| 3. předkolo        | FC Šeriff Tiraspol     | 4-2                     | 2-1                                     | 41' Tomáš Chorý 55' Pavel Bucha                                       |                                                                                           |                                                                 |
| 3. předkolo        | FC Šeriff Tiraspol     | 4-2                     | 2-1                                     | 10' Jan Kliment 62' Jhon Mosquera                                     |                                                                                           |                                                                 |
| 4. předkolo        | FK Karabach            | 2-1                     | 0–0                                     |                                                                       |                                                                                           |                                                                 |
| 4. předkolo        | FK Karabach            | 2-1                     | 2-1                                     | 58' Jan Kopic 73'Jan Kliment                                          |                                                                                           |                                                                 |
| Základní skupina C |                        |                         |                                         |                                                                       |                                                                                           |                                                                 |
| FC Barcelona       | 1-5                    | 1-5                     | 44' Jan Sýkora                          |                                                                       |                                                                                           |                                                                 |
| FC Inter Milán     | 0-2                    | 0-2                     |                                         |                                                                       |                                                                                           |                                                                 |
| FC Bayern Mnichov  | 0-5                    | 0-5                     |                                         |                                                                       |                                                                                           |                                                                 |
| FC Bayern Mnichov  | 2-4                    | 2-4                     | 62' Adam Vlkanova 75'Jan Kliment        |                                                                       |                                                                                           |                                                                 |
| FC Inter Milán     | 0-4                    | 0-4                     |                                         |                                                                       |                                                                                           |                                                                 |
| FC Barcelona       | 2-4                    | 2-4                     | 51', 63'Tomáš Chorý                     |                                                                       |                                                                                           |                                                                 |
| 2023/24            |                        |                         |                                         |                                                                       |                                                                                           |                                                                 |
| Konferenční liga   |                        |                         |                                         |                                                                       |                                                                                           |                                                                 |
| 2. předkolo        | KF Drita               | 2-1                     | 0-0                                     |                                                                       |                                                                                           |                                                                 |
| 2. předkolo        | KF Drita               | 2-1                     | 2-1                                     | 76' Rafiu Durosinmi 90+21' Erik Jirka                                 |                                                                                           |                                                                 |
| 3. předkolo        | Gżira United FC        | 6-0                     | 4-0                                     | 10' Pavel Bucha 23' Rafiu Durosinmi 73' Pavel Šulc 90+' Jan Kopic     |                                                                                           |                                                                 |
| 3. předkolo        | Gżira United FC        | 6-0                     | 2-0                                     | 47' Ibrahim Traoré 70' Adam Vlkanova                                  |                                                                                           |                                                                 |
| 4. předkolo        | Tobol Kostanaj FK      | 5-1                     | 2-1                                     | 73' Cadu 90' Lukáš Kalvach                                            |                                                                                           |                                                                 |
| 4. předkolo        | Tobol Kostanaj FK      | 5-1                     | 3-0                                     | 32' Tomáš Chorý 59' Rafiu Durosinmi 90+3' Ibrahim Traoré              |                                                                                           |                                                                 |
| Základní skupina C |                        |                         |                                         |                                                                       |                                                                                           |                                                                 |
| KF Ballkani        | 1-0                    | 1-0                     | 73' Lukáš Kalvach                       |                                                                       |                                                                                           |                                                                 |
| FC Astana          | 2-1                    | 2-1                     | 54' Tomáš Chorý 56' Lukáš Kalvach       |                                                                       |                                                                                           |                                                                 |
| GNK Dinamo Záhřeb  | 1-0                    | 1-0                     | 69' Tomáš Chorý                         |                                                                       |                                                                                           |                                                                 |
| GNK Dinamo Záhřeb  | 1-0                    | 1-0                     | 35' Tomáš Chorý                         |                                                                       |                                                                                           |                                                                 |
| KF Ballkani        | 1-0                    | 1-0                     | 81' Pavel Šulc                          |                                                                       |                                                                                           |                                                                 |
| FC Astana          | 3-0                    | 3-0                     | 58' Adam Vlkanova 67', 82'Jhon Mosquera |                                                                       |                                                                                           |                                                                 |
| osmifinále         | Servette FC            | 0-0                     | 0-0                                     |                                                                       |                                                                                           |                                                                 |
| osmifinále         | Servette FC            | 0-0                     | 0-0 (3:1pen.)                           |                                                                       |                                                                                           |                                                                 |
| čtvrtfinále        | ACF Fiorentina         | 0-2                     | 0-0                                     |                                                                       |                                                                                           |                                                                 |
| čtvrtfinále        | ACF Fiorentina         | 0-2                     | 0-2 (pp.)                               |                                                                       |                                                                                           |                                                                 |
| 2024/25            |                        |                         |                                         |                                                                       |                                                                                           |                                                                 |
| Evropská liga      |                        |                         |                                         |                                                                       |                                                                                           |                                                                 |
| 3. předkolo        | FK Kryvbas             | 3–1                     | 2–1                                     | 49' Jiří Panoš, 69' Daniel Vašulín                                    |                                                                                           |                                                                 |
| 3. předkolo        | FK Kryvbas             | 3–1                     | 1–0                                     | 52' Daniel Vašulín                                                    |                                                                                           |                                                                 |
| 4. předkolo        | Heart of Midlothian FC | 2–0                     | 1–0                                     | 19' (vl.) Oyegoke                                                     |                                                                                           |                                                                 |
| 4. předkolo        | Heart of Midlothian FC | 2–0                     | 1–0                                     | 76' Lukáš Červ                                                        |                                                                                           |                                                                 |
| Základní skupina   | Eintracht Frankfurt    | 3-3                     | 3-3                                     | 41' Pavel Šulc 86' Prince Adu 90+3' Václav Jemelka                    |                                                                                           |                                                                 |
| Základní skupina   | Ludogorec Razgrad      | 0-0                     | 0-0                                     |                                                                       |                                                                                           |                                                                 |
| Základní skupina   | PAOK FC                | 2–2                     | 2–2                                     | 31' Milan Havel 39' Matěj Vydra                                       |                                                                                           |                                                                 |
| Základní skupina   | Real Sociedad          | 2–1                     | 2–1                                     | 13' Prince Adu, 90' Daniel Vašulín                                    |                                                                                           |                                                                 |
| Základní skupina   | FK Dynamo Kyjev        | 2–1                     | 2–1                                     | 55' Matěj Vydra, 90' Pavel Šulc                                       |                                                                                           |                                                                 |
| Základní skupina   | Manchester United FC   | 1–2                     | 1–2                                     | 48' Matěj Vydra                                                       |                                                                                           |                                                                 |
| Základní skupina   | RSC Anderlecht         | 2–0                     | 2–0                                     | 3' Lukáš Červ, 45' Prince Adu                                         |                                                                                           |                                                                 |
| Základní skupina   | Athletic Bilbao        | 1–3                     | 1–3                                     | 71' Milan Havel                                                       |                                                                                           |                                                                 |
| šestnáctifinále    | Ferencváros            | 3-1                     | 0-1                                     |                                                                       |                                                                                           |                                                                 |
| šestnáctifinále    | Ferencváros            | 3-1                     | 3-0                                     | 27' Václav Jemelka, 35' Pavel Šulc, 38' Rafiu Durosinmi               |                                                                                           |                                                                 |
| osmifinále         | SS Lazio               | 2-3                     | 1-2                                     | 53' Rafiu Durosinmi                                                   |                                                                                           |                                                                 |
| osmifinále         | SS Lazio               | 2-3                     | 1-1                                     | 52' Pavel Šulc                                                        |                                                                                           |                                                                 |
| 2025/26            |                        |                         |                                         |                                                                       |                                                                                           |                                                                 |
| Liga mistrů UEFA   | 2. předkolo            | Servette FC             | 3–2                                     | 0–1                                                                   |                                                                                           |                                                                 |
| Liga mistrů UEFA   | 2. předkolo            | Servette FC             | 3–2                                     | 3–1                                                                   | 29' karel Spáčil 31' Matěj Vydra 39' Lukáš Červ                                           |                                                                 |
| Liga mistrů UEFA   | 3. předkolo            | Rangers FC              | 2–4                                     | 0–3                                                                   |                                                                                           |                                                                 |
| Liga mistrů UEFA   | 3. předkolo            | Rangers FC              | 2–4                                     | 2–1                                                                   | 41' Rafiu Durosinmi 83' Svetozar Marković                                                 |                                                                 |
| Evropská liga UEFA | Základní skupina       |                         |                                         |                                                                       |                                                                                           |                                                                 |
| Evropská liga UEFA | Základní skupina       |                         |                                         |                                                                       |                                                                                           |                                                                 |
| Evropská liga UEFA | Základní skupina       |                         |                                         |                                                                       |                                                                                           |                                                                 |
| Evropská liga UEFA | Základní skupina       |                         |                                         |                                                                       |                                                                                           |                                                                 |
| Evropská liga UEFA | Základní skupina       |                         |                                         |                                                                       |                                                                                           |                                                                 |
| Evropská liga UEFA | Základní skupina       |                         |                                         |                                                                       |                                                                                           |                                                                 |
| Evropská liga UEFA | Základní skupina       |                         |                                         |                                                                       |                                                                                           |                                                                 |
| Evropská liga UEFA | Základní skupina       |                         |                                         |                                                                       |                                                                                           |                                                                 |

## Rekordy a statistiky
Viktoria zaznamenala největší úspěchy až počínaje sezonou 2011–12, do té doby odehrála v Evropských pohárech pouze čtyři utkání. Během dvou účastí v Lize mistrů UEFA ale zaujala svět, když zvítězila ve všech 12 utkáních předkol, které během těchto dvou sezon odehrála. Mezi týmy, které Viktoria dvakrát porazila, patří i takové jako Rosenborg BK či FC København. V sezoně 2012–13 zvítězila Viktoria v základní skupině Evropské ligy, a to měla ve skupině například dvojnásobného vítěze a obhájce trofeje Atlético Madrid. Kapitán Pavel Horváth byl navíc členem ideální jedenáctky základních skupin.
- Nejvíce odehraných utkání: Pavel Horváth 47
- Nejlepší střelec klubu: Marek Bakoš, Daniel Kolář oba 13
- První utkání v Evropských pohárech: FC Viktoria Plzeň 0–1 FC Bayern Mnichov, Pohár vítězů pohárů, 1. kolo, 14. září 1971[1]
- První branka v Evropských pohárech: Ivan Bican, proti FC Bayern Mnichov, 28. září 1971[10]
- Nejvyšší vítězství: FC Viktoria Plzeň 5–0 Ruch Chorzów, Evropská liga UEFA, 3. předkolo–odveta, 9. srpna 2012[38]
- Nejvyšší porážka: FC Bayern Mnichov 6–1 Viktoria Plzeň, v Poháru vítězů pohárů, 1. kolo–odveta, 28. září 1971[10]
- Nejvyšší domácí návštěva na Evropský pohár: 20.145, proti FC Barcelona v základní skupině Ligy mistrů, 1. listopadu 2011[76]

### Bilance v sezónách
Tabulka aktuální k 31. srpnu 2025.
| Ročník  | Soutěž                | Z  | V  | R | P | VG | OG | GR  | Kolo                |
| ------- | --------------------- | -- | -- | - | - | -- | -- | --- | ------------------- |
| 1971/72 | Pohár vítězů pohárů   | 2  | 0  | 0 | 2 | 1  | 7  | –6  | 1. kolo             |
| 2010/11 | Evropská liga UEFA    | 2  | 0  | 1 | 1 | 1  | 4  | –3  | Play–off (4. před.) |
| 2011/12 | Liga mistrů UEFA      | 12 | 7  | 2 | 3 | 22 | 16 | +6  | základní skupina    |
| 2011/12 | Evropská liga UEFA    | 2  | 0  | 1 | 1 | 2  | 4  | –2  | 1/16–finále         |
| 2012/13 | Evropská liga UEFA    | 16 | 11 | 2 | 3 | 31 | 9  | +22 | osmifinále          |
| 2013/14 | Liga mistrů UEFA      | 12 | 7  | 0 | 5 | 26 | 24 | +2  | základní skupina    |
| 2013/14 | Evropská liga UEFA    | 4  | 2  | 1 | 1 | 6  | 7  | –1  | osmifinále          |
| 2014/15 | Evropská liga UEFA    | 2  | 0  | 1 | 1 | 2  | 5  | –3  | 3. předkolo         |
| 2015/16 | Liga mistrů UEFA      | 2  | 1  | 0 | 1 | 2  | 3  | -1  | 3. předkolo         |
| 2015/16 | Evropská liga UEFA    | 8  | 3  | 1 | 4 | 13 | 10 | +3  | základní skupina    |
| 2016/17 | Liga mistrů UEFA      | 4  | 0  | 3 | 1 | 3  | 5  | -2  | 4. předkolo         |
| 2016/17 | Evropská liga UEFA    | 6  | 1  | 3 | 2 | 7  | 10 | -3  | základní skupina    |
| 2017/18 | Liga mistrů UEFA      | 2  | 0  | 1 | 1 | 3  | 6  | -3  | 4. předkolo         |
| 2017/18 | Evropská liga UEFA    | 12 | 7  | 2 | 3 | 21 | 13 | +8  | osmifinále          |
| 2018/19 | Liga mistrů UEFA      | 6  | 2  | 1 | 3 | 7  | 16 | -9  | základní skupina    |
| 2018/19 | Evropská liga UEFA    | 2  | 1  | 0 | 1 | 2  | 4  | -2  | 1/16–finále         |
| 2019/20 | Liga mistrů UEFA      | 2  | 0  | 1 | 1 | 0  | 4  | -4  | 2. předkolo         |
| 2019/20 | Evropská liga UEFA    | 2  | 1  | 0 | 1 | 2  | 2  | 0   | 3. předkolo         |
| 2020/21 | Liga mistrů UEFA      | 1  | 0  | 0 | 1 | 1  | 3  | -2  | 2. předkolo         |
| 2020/21 | Evropská liga UEFA    | 2  | 1  | 0 | 1 | 3  | 1  | +2  | 4. předkolo         |
| 2021/22 | Konferenční liga UEFA | 6  | 4  | 0 | 2 | 11 | 10 | +1  | 4. předkolo         |
| 2022/23 | Liga mistrů UEFA      | 12 | 5  | 1 | 6 | 18 | 28 | -10 | základní skupina    |
| 2023/24 | Konferenční liga UEFA | 16 | 11 | 4 | 1 | 22 | 5  | +17 | čtvrtfinále         |
| 2024/25 | Evropská liga UEFA    | 16 | 8  | 4 | 4 | 23 | 17 | +6  | osmifinále          |
| 2025/26 | Liga mistrů UEFA      | 4  | 2  | 0 | 2 | 5  | 7  | -2  | 3. předkolo         |

### Bilance v rámci soutěží
Tabulka aktuální k 31. srpnu 2025.
| Soutěž                         | Z   | V  | R  | P  | VG  | OG  | GR  | Úsp % |
| ------------------------------ | --- | -- | -- | -- | --- | --- | --- | ----- |
| Liga mistrů UEFA               | 57  | 24 | 9  | 24 | 87  | 112 | -25 | 47,17 |
| Evropská liga UEFA             | 72  | 34 | 16 | 22 | 110 | 85  | +25 | 54,63 |
| Pohár vítězů pohárů            | 2   | 0  | 0  | 2  | 1   | 7   | –6  | 0,00  |
| Evropská konferenční liga UEFA | 22  | 15 | 4  | 3  | 33  | 15  | +18 | 74,24 |
| Celkem                         | 149 | 71 | 29 | 49 | 226 | 212 | +14 | 54,14 |

### Bilance vůči zemím
Tabulka aktuální k 31. srpnu 2025.
| Země                | Z  | V | R | P | VG | OG | GR  | Úsp %  |
| ------------------- | -- | - | - | - | -- | -- | --- | ------ |
| Anglie              | 3  | 0 | 0 | 3 | 3  | 9  | –6  | 0,00   |
| Arménie             | 2  | 2 | 0 | 0 | 9  | 1  | +8  | 100,00 |
| Ázerbájdžán         | 4  | 1 | 3 | 0 | 3  | 2  | 0   | 50,00  |
| Belgie              | 5  | 3 | 0 | 2 | 6  | 4  | +2  | 60,00  |
| Bělorusko           | 6  | 4 | 1 | 1 | 8  | 4  | +4  | 72,22  |
| Bosna a Hercegovina | 2  | 2 | 0 | 0 | 6  | 4  | +2  | 100,00 |
| Bulharsko           | 5  | 1 | 2 | 2 | 4  | 7  | -3  | 33,33  |
| Dánsko              | 3  | 3 | 0 | 0 | 8  | 2  | +6  | 100,00 |
| Estonsko            | 2  | 2 | 0 | 0 | 10 | 2  | +8  | 100,00 |
| Finsko              | 2  | 2 | 0 | 0 | 7  | 1  | +6  | 100,00 |
| Francie             | 2  | 1 | 0 | 1 | 3  | 5  | –2  | 50,00  |
| Gruzie              | 2  | 2 | 0 | 0 | 5  | 1  | +4  | 100,00 |
| Chorvatsko          | 4  | 3 | 0 | 1 | 4  | 4  | 0   | 75,00  |
| Itálie              | 14 | 3 | 4 | 7 | 13 | 26 | -13 | 30,95  |
| Izrael              | 7  | 5 | 0 | 2 | 13 | 6  | +7  | 71,43  |
| Kazachstán          | 4  | 4 | 0 | 0 | 10 | 2  | +8  | 100,00 |
| Kosovo              | 4  | 3 | 1 | 0 | 4  | 1  | +3  | 83,33  |
| Kypr                | 2  | 1 | 1 | 0 | 3  | 1  | +2  | 66,67  |
| Maďarsko            | 2  | 1 | 0 | 1 | 3  | 1  | +2  | 50,00  |
| Malta               | 2  | 2 | 0 | 0 | 6  | 0  | +6  | 100,00 |
| Moldavsko           | 2  | 2 | 0 | 0 | 4  | 2  | +2  | 100,00 |
| Německo             | 9  | 0 | 2 | 7 | 8  | 29 | –21 | 7,41   |
| Nizozemsko          | 1  | 0 | 0 | 1 | 1  | 3  | -2  | 0,00   |
| Norsko              | 2  | 2 | 0 | 0 | 4  | 2  | +2  | 100,00 |
| Polsko              | 2  | 2 | 0 | 0 | 7  | 0  | +7  | 100,00 |
| Portugalsko         | 4  | 2 | 1 | 1 | 6  | 4  | +2  | 58,33  |
| Rakousko            | 4  | 1 | 1 | 2 | 6  | 7  | -1  | 33,33  |
| Rumunsko            | 8  | 1 | 3 | 4 | 9  | 17 | –8  | 25,00  |
| Rusko               | 4  | 2 | 1 | 1 | 8  | 7  | +1  | 58,33  |
| Řecko               | 3  | 0 | 2 | 1 | 2  | 6  | -4  | 22,22  |
| Skotsko             | 4  | 3 | 0 | 1 | 4  | 6  | 0   | 75,00  |
| Slovinsko           | 2  | 2 | 0 | 0 | 4  | 1  | +3  | 100,00 |
| Srbsko              | 4  | 3 | 1 | 0 | 8  | 1  | +7  | 83,33  |
| Španělsko           | 12 | 2 | 1 | 9 | 11 | 30 | –20 | 19,44  |
| Švýcarsko           | 6  | 2 | 2 | 2 | 9  | 6  | +3  | 41,67  |
| Turecko             | 4  | 0 | 2 | 2 | 2  | 6  | –4  | 16,67  |
| Ukrajina            | 5  | 4 | 1 | 0 | 8  | 4  | +4  | 86,67  |
| Wales               | 2  | 1 | 0 | 1 | 5  | 5  | 0   | 50,00  |